# Homoneura finitima
Homoneura finitima är en tvåvingeart som beskrevs av Kim 1994. Homoneura finitima ingår i släktet Homoneura och familjen lövflugor. Inga underarter finns listade i Catalogue of Life.